# Orville (Loiret)
Orville je francouzská obec v departementu Loiret v regionu Centre-Val de Loire. V roce 2011 zde žilo 107 obyvatel.

## Vývoj počtu obyvatel
Počet obyvatel 